# Corazon Nuñez Malanyaon
Corazon Torraba Nuñez, detta Cora, coniugata Malanyaon (Cateel, 22 agosto 1949 – Davao, 28 giugno 2023), è stata una politica filippina, governatrice di Davao Oriental dal 2007 al 2016 e dal 2022 al 2023.

## Biografia
Nata a Cateel, allora parte della provincia di Davao (attualmente situata nella provincia di Davao Oriental), si trasferì nella vicina Davao per studiare commercio presso l'Università Ateneo di Davao. Dopodiché conseguì una laurea in giurisprudenza presso lo stesso istituto. Prima di entrare in politica lavorò come contabile ed avvocata.

### Carriera politica
Entrò in politica durante la presidenza di Ferdinand Marcos, prendendo parte al Partito Democratico delle Filippine, allora partito d'opposizione. Sostenne poi la candidata alla presidenza Corazon Aquino alle elezioni del 1986.
Dopo la Rivoluzione del Rosario dello stesso anno venne nominata membro del consiglio comunale della città di Davao, incarico nel quale rimase fino al novembre 1987. A capo del consiglio comunale c'era Rodrigo Duterte, ex presidente delle Filippine, allora vice sindaco della città.
Alle elezioni locali del 1988 si candidò sempre al consiglio comunale per il terzo distretto di Davao: vinse il seggio, ricoprendo la carica fino al giugno 1992.
Uscita dalla politica, dopo quasi dieci anni si candidò alla Camera dei rappresentanti per il primo distretto della città alle elezioni del 2001. Venne riconfermata nel 2004, rimanendo in carica fino al 2007. Nello stesso anno cambiò partito, entrando all'interno della Coalizione Popolare Nazionalista.
Si candidò nel 2007 come governatrice di Davao Oriental, vincendo le elezioni. Nelle elezioni del 2010 fu confermata governatrice con il Partito Nazionalista, battendo il politico Ruben Feliciano.
Nel 2013 venne nuovamente confermata governatrice. Non si ricandidò a governatrice per le elezioni del 2016 perché già impegnata alla candidatura presso la Camera dei rappresentanti. Fu rieletta nel 2019.
Alle elezioni del 2022 si ricandidò e venne eletta nuovamente governatrice della regione di Davao Oriental.

## Vita privata
Si sposò con Luis Malanyaon, uomo d'affari dal quale assunse il cognome. Insieme ebbero una figlia. Corazon Nuñez morì a Davao il 28 giugno 2023, all'età di 73 anni.